# Brahim Zafour
Brahim Zafour (Tizi Ouzou, Argelia, 30 de noviembre de 1977) es un exfutbolista de Argelia que jugaba en la posición de defensa central.

## Carrera

### Club
| Periodo   | Club          | Apariciones | Goles |
| --------- | ------------- | ----------- | ----- |
| 1995-2005 | JS Kabylie    | 200         | 9     |
| 2005-2006 | Al-Sailiya SC | 18          | 1     |
| 2006-2008 | JS Kabylie    | 45          | 2     |
| 2008-2015 | JSM Béjaïa    | 179         | 4     |

### Selección nacional
Jugó para Argelia en 28 ocasiones de 1998 a 2005 y anotó un gol, el cual fue en el empate 1-1 ante Camerún en Sousse por la Copa Africana de Naciones 2004.

## Logros

### Club
- Campeonato Nacional de Argelia (2): 2004, 2008
- Copa CAF (3): 2000, 2001, 2002

### Individual
- Mejor futbolista del Campeonato Nacional de Argelia en 2001-02.